# گاو (صورت فلکی)

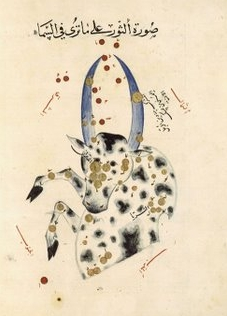
صورت فلکی گاو، از کتاب صورالکواکب اثر عبدالرحمان صوفی

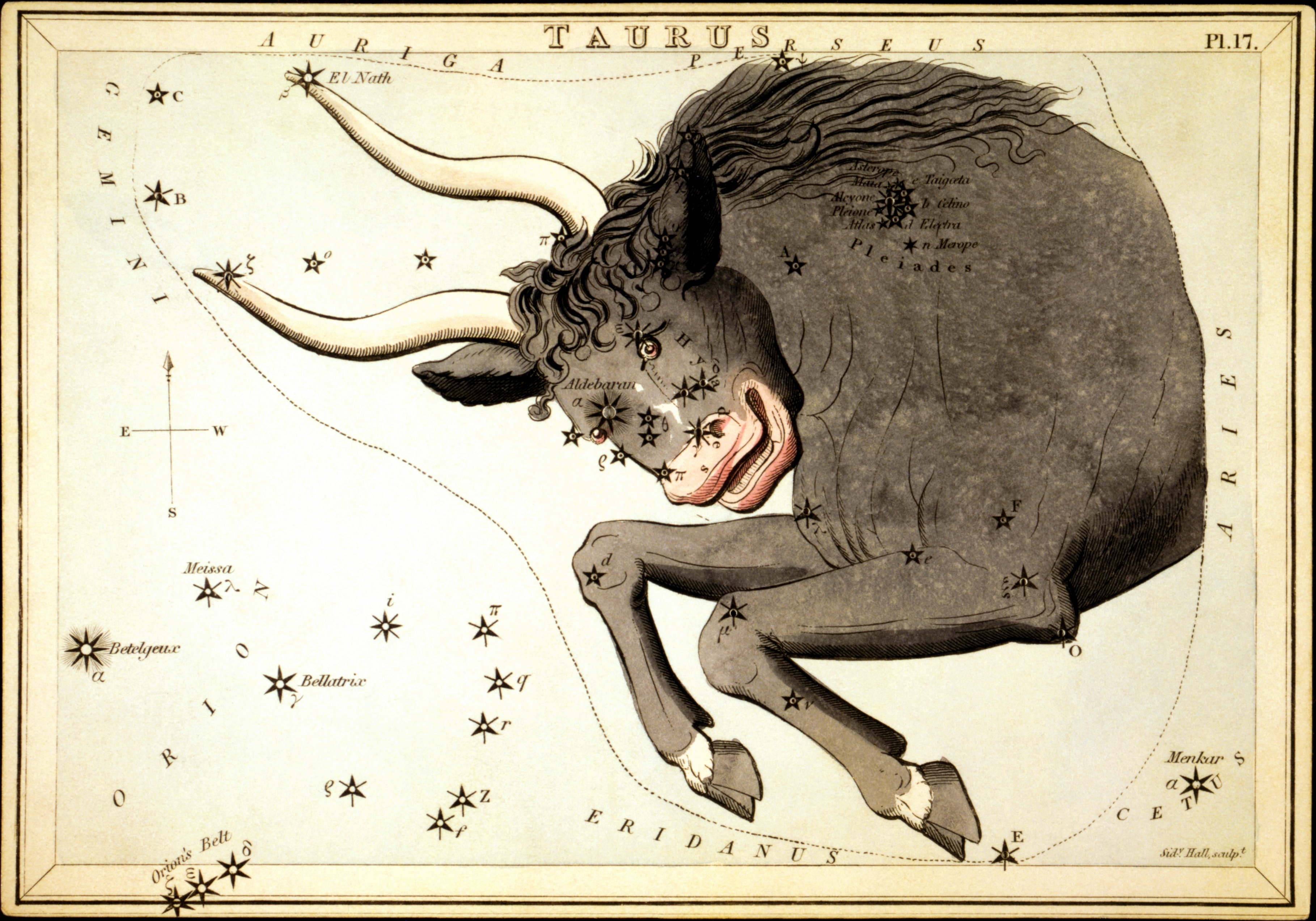
صورت فلکی گاو

صورت فلکی گاو (به انگلیسی: Taurus، به عربی: ثَور، تلفظِ فارسی: ثُور) یک صورت فلکی که در منطقةالبروج قرار دارد و دارای یک ستارهٔ درخشان به نام دَبَران است که چشم خشمناک و خونین‌رنگِ ثور را نمایش می‌دهد. سدویس ستاره‌ای سرخ‌رنگ از قدرِ اول است و حدود ۶۵ سال نوری با ما فاصله دارد.
گروهی از ستارگان به شکل ۷ که از نزدیکی دَبَران شروع می‌شوند، قلائص نام دارند و صورت ثور را درست می‌کنند. در این صورت، می‌توان بینی و پوزهٔ ثور را مجسم کرد. قلائص، خوشهٔ ستاره‌ایِ باز و کم‌نوری است و حدود ۱۵۳ سال نوری از ما فاصله دارد.
شانه‌های ثور را خوشهٔ پروین تشکیل می‌دهد. صورت فلکی ثور به خاطر این خوشهٔ زیبا، جلوهٔ خاصی دارد. خوشهٔ پروین، شبیه به دب اصغر، ولی کوچک‌تر و فشرده‌تر از آن است که هفت ستاره در آن به وضوح دیده می‌شود. بر طبق اساطیر، خوشهٔ پروین، هفت خواهران اطلس نیرومند بودند که جبار شکارچی به دنبالشان بود و برای نجات از دست وی، به صورت هفت کبوتر درآمدند.
صورت فلکی ثور را در بیشتر ماه‌ها می‌توان مشاهده کرد اما بهترین موقعیت و بیشترین مدت شبانه برای مشاهده آن آذرماه می‌باشد.
خوشهٔ پروین در این صورت فلکی شاخص است. صورت فلکی ثور در آذرماه تقریباً همزمان غروب خورشید، از جانب شرق در حال طلوع می‌باشد و در حوالی نیمه شب به بیشترین ارتفاع خود از افق می‌رسد و سپس مسیر خود را به طرف مغرب ادامه می‌دهد؛ و متقابلاً هنگام طلوع خورشید در حال غروب کردن است. با کمک صورت‌های فلکیِ آندرومِدا (زنِ برزنجیر) و ذات‌الکرسی می‌توان راحت‌تر به خوشهٔ پروین رسید. در ضمن، مسیر حرکت این صورت فلکی با مسیر حرکت خورشید در پایان بهار (خرداد) نزدیک است، و خردادماه خورشید در این صورت فلکی است.